# Берендеево (Вологодская область)
Берендеево — деревня в Грязовецком районе Вологодской области на реке Кохтыш.
Входит в состав Комьянского муниципального образования, с точки зрения административно-территориального деления — в Комьянский сельсовет.
Расстояние по автодороге до районного центра Грязовца — 32,7 км, до центра муниципального образования Хорошево — 10,6 км. Ближайшие населённые пункты — Крутец, Евсюково, Богослово, Муравьево.
По данным переписи в 2002 году постоянного населения не было.